# Sabrina Grdevich
Sabrina Grdevich, född 7 oktober 1970 i Brampton, Ontario, är en kanadensisk skådespelerska.
Grdevich har spelat rollen som Dana Ballard i TV-filmen Ultimate Deception tillsammans med Yasmine Bleeth. Hon har även haft roller i Mile Zero och Lola. Andra roller som hon har gjort är Cathy Blake i Traders, rösten till Ann Granger och Sailor Pluto i Sailor Moon-serien och Maxine Reardon i Intelligence.